# Nisreen Tafesh
Nisreen Tafesh (Arabisch: نسرين طافش; Aleppo, 15 februari 1982) is een Syrische actrice van Palestijns-Algerijnse afkomst. In 2017 heeft ze haar intrede in de muziekwereld gemaakt, door de single "Metghayar Alayi" uit te brengen.

## Vroegere leven
Nisreen werd in Aleppo (Syrië) geboren als jongste van een groot gezin van zeven kinderen. Haar vader is de Saudisch-Palestijnse dichter en schrijver Yousef Tafesh uit de Palestijnse stad Safed en haar moeder is afkomstig uit Wahran (Algerije). 
In 1999 verhuisde ze naar de stad Damascus. Ze studeerde in 2008 af aan het Hoger Instituut voor Dramatische Kunsten in Damascus.

## Carrière
Haar eerste rol was in een biografiereeks over Hulagu Khan. Ze studeerde destijds nog aan het Hoger Instituut voor Dramatische Kunsten.
Daarna nam ze deel aan de serie ze in de serie “Rabea Cordoba” (Arabisch: ربيع قرطبة), waar ze de rol van Subh speelde, de vrouw van kalief Al-Hakam II.

## Privé
Tot eind 2018 woonde Nisreen Tafesh in Dubai (Verenigde Arabische Emiraten), voordat ze eind 2018 naar Egypte verhuisde, waar ze haar werk als actrice voortzette.
Alhoewel Nisreen een Syrische actrice is, bezit ze alleen de Algerijnse nationaliteit.

## Filmografie

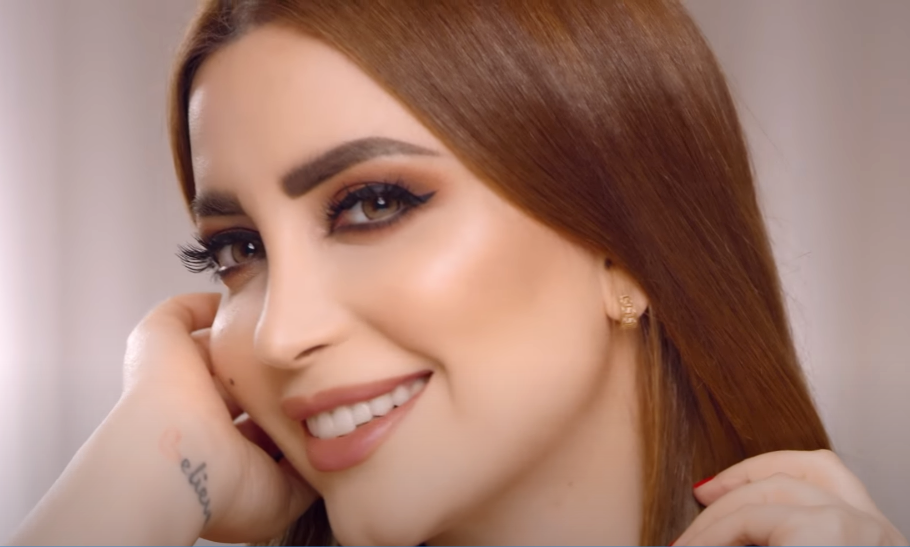
Nisreen Tafesh

### Televisieseries
- Hulagu (2002)
- Rabea Cordoba (2003)
- Al-Taghreba al-Falastenya (2004)
- Rijal taht altarbush (2004)
- Ahlam Kabira (2004)
- Ala Tool al-Ayam (2006)
- Al Intizar (2006)
- Ahl al-Gharam (2006)
- Sabaya (2009)
- Fengan El Dam (2009)
- Bok'et Dao'e (2010)
- Alsarab (2011)
- Jalasat Nisa'iya (2011)
- Banat El-Aela (2012)
- Tahaluf alsabar (2014)
- Halawet Elrouh (2014)
- Fee Zoroof Ghameda (2015)
- Alarrab (2015)
- Al Ekhwa (2015)
- Alf laylat walayla (2015)
- Al Tawarid (2016)
- Shouq (2017)
- Aloqab wa Alafra (2017)
- Shababeek (2017)
- Maqamat El-Ishq (2019)
- Khatam alnamr (2020)
- Alwajh alakhar (2020)

### Films
- Nadi El-Regal El-Serri (2019)
- Amwal Amma (2020)

## Discografie

### Albums
- El Helwa (2019)

### Singles
- “Metghayar Alayi” (2017)
- ”123 Habibi” (2017)
- “Ela Maak” (2018)
- “Areed Artah” (2019)
- “Shouqi” (2019)